# Скибицкий, Марк Михайлович
Марк Миха́йлович Скиби́цкий (26 февраля 1932, Хабаровск, СССР — 19 июня 2019 года, Москва, СССР) — советский и российский философ и религиовед, специалист в области философии религии и социальной философии. Доктор философских наук (1989), профессор. Один из авторов «Атеистического словаря», «Философского словаря» и словаря «Христианство».

## Биография
Родился 26 февраля 1932 года в Хабаровске.
В 1953 году окончил философский факультет МГУ имени М. В. Ломоносова по специальности «Философ, преподаватель философии».
В 1968 году окончил аспирантуру Института научного атеизма Академии общественных наук при ЦК КПСС и там же защитил диссертацию на соискание учёной степени кандидата философских наук по теме «Критика теологической фальсификации мировоззренческого значения естествознания».
В 1952—1959 годах работал учителем в средней школе в Москве.
В 1959—1961 годах — лектор Центрального дома Красной армии и редактор Госполитиздата.
В 1961—1965 годах — заведующий отделом в журнале «Наука и религия».
В 1968—1973 годах — старший научный сотрудник Института философии АН СССР.
В 1973—1985 годах — старший научный сотрудник ИНИОН АН СССР и редактор-составитель серии реферативных сборников «Проблемы религии и атеизма за рубежом».
В 1985—1994 годах — профессор кафедры философии Московского автомеханического института.
В 1989 году защитил диссертацию на соискание учёной степени доктора философских наук по теме "Критический анализ отношения современного христианства к естествознанию (на материалах католицизма и протестантизма) (специальность 09.00.06 — научный атеизм).
В 1994—2016 годах — профессор кафедры философии Финансового университета при Правительстве Российской Федерации.
Автор более 250 научных трудов и ответственный редактор ряда книг и учебных пособий.

## Научная деятельность
Изучил пути обновления учения о соотношении веры и разума в католической и протестантской теологии, какие новейшие тенденции относительно наук о природе (концепции «конвергирующей истины», «междисциплинарного диалога» и «пограничных вопросов») существуют в католической теологии, исследовал к каким методологическим приёмам обращаются в католическом теистическом эволюционизм, а также состояние новой протестантской (евангелической) концепции «теологии природы». Изучил происхождение и особенности такого новейшего течения в протестантском фундаментализмом, как научный креационизм. Рассмотрел в исторической плоскости какое отношение к религии было у Чарльза Дарвина, Исаака Ньютона, И. П. Павлова, Макса Планка, К. Э. Циолковского и Альберта Эйнштейна. Им были предложены методологические оценки, при помощи которых можно установить возникновения крупных религиозных систем в виде всемирно-исторических социокультурных революций, культурной работы человечества над собой, ступеней самопознания, обращения к достижениям синергетики при истолковании возникновения этих систем в качестве неких точек бифуркации в религиозной эволюции человечества. Кроме того, занимался изучением вопросов места философии в создании ценностей планетарной этики и нового гуманизма, которые нужны в решении общемировых трудностей и выживания человечества.

## Научные труды

### Монографии
- Скибицкий М. М. Протестантизм и современное естествознание. — М.: Знание, 1970. — 48 с.
- Саликов Р. А., Скибицкий М. М. Советский народ — новая историческая общность людей: (К 50-летию образования СССР). — М.: Знание, 1972. — 48 с. (Методический материал в помощь лектору/ Моск. гор. организация о-ва «Знание» РСФСР. Науч.-метод. совет по пропаганде филос. знаний).
- Скибицкий М. М. Бог и «верующие» учёные. — М.: Политиздат, 1976. — 110 с. (Беседы о мире и человеке)
- Скибицкий М. М. Современное естествознание и религия. — М.: Знание, 1980. — 64 с. (Новое в жизни, науке, технике)
- О вере и неверии: (Мысли о религии и атеизме) / Сост. и авт. предисл. М. М. Скибицкий. — М. : Политиздат, 1982. — 239 с. — (Библиотека атеистической литературы)
- Скибицкий М. М. Мировоззрение, естествознание, теология. — М.: Политиздат, 1986. — 223 с.
- Заговор против разума : (Критика современного иррационализма и псевдорационализма: Сборник / Сост. М. М. Скибицкий. — М.: Знание, 1986. — 63 с. (Новое в жизни, науке, технике. Научный атеизм; 10/1986).
- Скибицкий М. М. «Научный» креационизм: претензии и действительность. — М.: Знание, 1987. — 64 с. — (Новое в жизни, науке, технике. Сер. «Научный атеизм»)
- Нуреев Р. М., Арефьев П. В., Будкевич Г. В., Гловели Г. Д., Ксензов С. В., Лапонов А. В., Латов Ю. В., Махаматова С. Т., Найденова Е. М., Попов Г. Г., Скибицкий М. М., Ядгаров Я. С. Великая депрессия и великая реформа: (успехи и провалы экономической политики Ф. Д. Рузвельта): Монография / Финансовый университет при Правительстве Российской Федерации; под ред. Р. М. Нуреева, Ю. В. Латова. — М.: Юридическое издательство «Норма», 2016. — 224 с.

### Учебные пособия
- Вальяно М. В., Волобуев А. В., Голубь В. Ф., Деникин А. В., Деникина З. Д., Зорина Е. В., Зуев К. А., Кишлакова Н. М., Киселёв Д. А., Кораблёва Е. В., Махаматов Т. М., Панов Е. Г., Просеков С. А., Ратников В. П., Силичев Д. А., Скибицкий М. М., Трофимова Р. П., Чернышова Л. И. Философия в профессиональной деятельности: учебное пособие / отв. ред. А. Н. Чумаков. — М.: Проспект, 2014. — 416 с. ISBN 978-5-392-11289-0
- Ратников В. П., Юдин В. В., Чернышова Л. И., Чумаков А. Н., Волобуев А. В., Деникин А. В., Кирабаев Н. С., Вальяно М. В., Деникина З. Д., Зорина Е. В., Зуев К. А., Иоселиани А. Д., Кишлакова Н. М., Махаматов Т. М., Панов Е. Г., Просеков С. А., Силичев Д. А., Скибицкий М. М. Хрестоматия по философии в 2 частях. Часть 1. Учебное пособие. — М.: Издательство Юрайт, 2019. — 366 с. ISBN 978-5-534-11663-2 (Сер. 68 Профессиональное образование)
- Ратников В. П., Юдин В. В., Чернышова Л. И., Чумаков А. Н., Волобуев А. В., Деникин А. В., Кирабаев Н. С., Вальяно М. В., Деникина З. Д., Зорина Е. В., Зуев К. А., Иоселиани А. Д., Кишлакова Н. М., Махаматов Т. М., Панов Е. Г., Просеков С. А., Силичев Д. А., Скибицкий М. М. Хрестоматия по философии в 2 частях. Часть 2. Учебное пособие. — М.: Издательство Юрайт, 2019. — 236 с. ISBN 978-5-534-11667-0 (Сер. 68 Профессиональное образование)

### Словари
Философский словарь
- Скибицкий М. М. Двойственная истина // Философский словарь / под ред. И. Т. Фролова. — 6-е изд., перераб. и доп. — М.: Политиздат, 1991. — 560 с. ISBN 5-250-00316-8
- Скибицкий М. М. Теология // Философский словарь / под ред. И. Т. Фролова. — 6-е изд., перераб. и доп. — М.: Политиздат, 1991. — 560 с. ISBN 5-250-00316-8
- Скибицкий М. М. Предопределение" // Философский словарь / под ред. И. Т. Фролова. — 6-е изд., перераб. и доп. — М.: Политиздат, 1991. — 560 с. ISBN 5-250-00316-8
- Скибицкий М. М. Двойственная истина // Философский словарь. / А. И. Абрамов и др.; под ред. И. Т. Фролова. — 7-е изд., перераб. и доп. — М.: Республика, 2001. — С. 144. — 719 с. ISBN 5—250—02742—3
- Скибицкий М. М. Зороастризм // Философский словарь. / А. И. Абрамов и др.; под ред. И. Т. Фролова. — 7-е изд., перераб. и доп. — М.: Республика, 2001. — С. 194. — 719 с. ISBN 5—250—02742—3
- Скибицкий М. М. Откровение // Философский словарь. / А. И. Абрамов и др.; под ред. И. Т. Фролова. — 7-е изд., перераб. и доп. — М.: Республика, 2001. — С. 403. — 719 с. ISBN 5—250—02742—3
- Скибицкий М. М. Патриотизм // Философский словарь. / А. И. Абрамов и др.; под ред. И. Т. Фролова. — 7-е изд., перераб. и доп. — М.: Республика, 2001. — С. 415. — 719 с. ISBN 5—250—02742—3
- Скибицкий М. М. Политеизм и монотеизм // Философский словарь. / А. И. Абрамов и др.; под ред. И. Т. Фролова. — 7-е изд., перераб. и доп. — М.: Республика, 2001. — С. 433. — 719 с. ISBN 5—250—02742—3
- Скибицкий М. М. Судьба // Философский словарь. / А. И. Абрамов и др.; под ред. И. Т. Фролова. — 7-е изд., перераб. и доп. — М.: Республика, 2001. — С. 547—548. — 719 с. ISBN 5—250—02742—3
- Скибицкий М. М. Фатализм // Философский словарь. / А. И. Абрамов и др.; под ред. И. Т. Фролова. — 7-е изд., перераб. и доп. — М.: Республика, 2001. — С. 594. — 719 с. ISBN 5—250—02742—3
- Скибицкий М. М. Фидеизм // Философский словарь. / А. И. Абрамов и др.; под ред. И. Т. Фролова. — 7-е изд., перераб. и доп. — М.: Республика, 2001. — С. 600. — 719 с. ISBN 5—250—02742—3
- Скибицкий М. М. Хилиазм // Философский словарь. / А. И. Абрамов и др.; под ред. И. Т. Фролова. — 7-е изд., перераб. и доп. — М.: Республика, 2001. — С. 640—641. — 719 с. ISBN 5—250—02742—3

словарь «Христианство»
- Скибицкий М. М. Гармония веры и разума // Христианство: Словарь / Под общ. ред. Л. Н. Митрохина. — М.: Издательство «Республика», 1994. — 559 с.
- Скибицкий М. М. Креационизм // Христианство: Словарь. / Под общ. ред. Л. Н. Митрохина. — М.: Издательство «Республика», 1994. — 559 с.
- Скибицкий М. М. Янсенизм // Христианство: Словарь. / Под общ. ред. Л. Н. Митрохина. — М.: Издательство «Республика», 1994. — 559 с.

### Статьи
- Скибицкий М. М. Прогресс по-христиански // Вопросы философии. — 1964. — № 2.
- Скибицкий М. М. Глобальные проблемы современности // Философия. Лекции для магистрантов. — М., 1997.
- Скибицкий М. М. Планетарные проблемы взаимодействия общества и природы // Вестник экологического образования в России. — 2004. — № 1. — С. 15.
- Скибицкий М. М. Зачем современному экономисту философия? Действительно, зачем?! // Вестник Финансовой академии. — 2005. — № 1 (33). — С. 37-44.
- Скибицкий М. М. Теоретические проблемы перехода к устойчивому развитию // Вестник экологического образования в России. — 2006. — № 3.
- Скибицкий М. М. Инновации правят экономикой (на заметку аспирантам) // Вестник Финансовой академии. — 2007. — № 4 (44). — С. 87-92.
- Скибицкий М. М. Человеческий капитал как основа интеллектуального капитала // Философия интеллектуального капитала как национального богатства. Материалы Международной научно-практической конференции, посвящённой 90-летию Финансовой академии. — М.: Финансовый университет при Правительстве Российской Федерации 2009. — С. 27-30.
- Скибицкий М. М. Эвристический потенциал философии в обучении студентов // Проблемы преподавания философии при двухуровневой системе образования. Бакалавр-магистр. — М.: Финансовый университет при Правительстве Российской Федерации, 2010. — С. 30-33.
- Скибицкий М. М. Базовые ценности россиян — условие стабильности общества // Базовые ценности современной России: философская рефлексия. Сборник научных трудов. Федеральное государственное образовательное бюджетное учреждение высшего профессионального образования «Финансовый университет при Правительстве Российской Федерации» (Финансовый университет), Кафедра философии; редкол.: М. А. Федотова и др. — М.: Финансовый университет при Правительстве Российской Федерации, 2011. — С. 20-24.
- Скибицкий М. М. Философия экономики: становление, структура и современные функции // Гуманитарные науки. Вестник Финансового университета. — 2012. — № 4 (8). — С. 8-15.
- Скибицкий М. М. Гражданское общество и справедливость // Эволюция гражданского общества: философская рефлексия. сборник научных трудов. Федеральное государственное образовательное бюджетное учреждение высшего профессионального образования «Финансовый университет при Правительстве Российской Федерации» (Финансовый университет), Кафедра философии; редкол.: А. Н. Чумаков и др. — М.: Финансовый университет при Правительстве Российской Федерации, 2012. — С. 21-28.
- Зорина Е. В., Скибицкий М. М. С. А. Лебедев, Ю. А. Ковылин. Философия научно-инновационной деятельности. М.: Академический проект; Парадигма, 2012, 182 с // Вопросы философии. — 2012. — № 12. — С. 170—171.
- Скибицкий М. М. В. В. Викторов «Культ личности в России: попытка осмысления: монография». — М.: Вузовский учебник: ИНФРА-М, 2012 // Гуманитарные науки. Вестник Финансового университета. — 2012. — № 3 (7). — С. 84-85.
- Скибицкий М. М. К 80-летию реформ Ф. Д. Рузвельта. Многогранный гений // Гуманитарные науки. Вестник Финансового университета. — 2013. — № 3 (11). — С. 121—122.
- Скибицкий М. М. Франклин Делано Рузвельт — многогранный гений // Историко-экономические исследования. — 2013. — Т. 14. — № 3. — С. 17-26.
- Скибицкий М. М. Многогранный гений // Мир новой экономики. — 2013. — № 2. — С. 64-68.
- Скибицкий М. М. Сингапурский прорыв Ли Куан Ю: из третьего мира в первый // Успехи и проблемы модернизации современного Китая. Сборник тезисов докладов участников III Международной научно-практической конференции «Великие экономисты и великие реформы», к 110-летию со дня рождения Дэн Сяопина. — М.: Финансовый университет при Правительстве Российской Федерации, 2014. — С. 228—231.
- Скибицкий М. М. Вызовы глобализации и оптимизация образования в современной России // Гуманитарные науки. Вестник Финансового университета. — 2014. — № 3 (15). — С. 14-19.
- Скибицкий М. М. Современная Россия: время истины // Развитие современной России: проблемы воспроизводства и созидания. Сборник научных трудов. Под ред. Р. М. Нуреева, М. Л. Альпидовской. — 2015. — С. 127—134.
- Скибицкий М. М. Глобализация и задачи обновления духовных ценностей российского общества // Гуманитарные науки. Вестник Финансового университета. — 2015. — № 1 (17). — С. 13-19.
- Скибицкий М. М. Информационная эпоха и новая экономика в трудах Мануэля Кастельса // Мир новой экономики. — 2015. — № 4. — С. 62-68.
- Скибицкий М. М. Наследие Дж. М. Кейнса и проблемы современной России // Воспроизводство России в XXI веке: диалектика регулируемого развития. К 80-летию выхода в свет книги Дж. М. Кейнса «Общая теория занятости, процента и денег». Сборник тезисов докладов. — М.: Финансовый университет при Правительстве Российской Федерации, 2016. — С. 438—442.